# Glynis Johns
Glynis Johns (Pretoria, Sudáfrica, 5 de octubre de 1923-Los Ángeles, California, 4 de enero de 2024) fue una actriz británica. Sus papeles más conocidos incluyen el de Winifred Banks en Mary Poppins (1964), de Walt Disney, y el de Desiree Armfeldt en el musical de Broadway A Little Night Music (1973), por el cual ganó un premio Tony como mejor actriz. En este último papel, cantó «Send in the Clowns», una canción expresamente compuesta para ella por Stephen Sondheim, por lo que es considerada una de las más grandes artistas del cine británico clásico.
En la década de 1950, fue considerada un símbolo sexual del cine.
A comienzos de los años 60, actuó en varias series televisivas estadounidenses, incluyendo The Roaring 20s (1961) para ABC/Warner Brothers y, tras participar en la The Lloyd Bridges Show (1962-1963) para CBS, en 1963, protagonizó, junto con Keith Andes, su propia serie para CBS, Glynis.
De 1988 a 1989, Johns protagonizó, junto con Alan Young, Phyllis Newman y Paul Dooley, la serie Coming of Age (CBS).

## Longevidad y fallecimiento
Johns sobrevivió a su hijo y a sus cuatro maridos. El primero en morir fue su tercer marido, Cecil Henderson, en 1978, seguido de su cuarto marido, Elliott Arnold, en 1980, su primer marido, Anthony Forwood, en 1988, y su segundo marido, David Foster, en 2010. Su hijo Gareth Forwood murió en 2007 a causa de un cáncer y un infarto.
Con la muerte de Olivia de Havilland en el 2020, Johns se convirtió en la nominada al Premio de la Academia viva de mayor edad en cualquier categoría de actuación. En el 2021, con la muerte de Betty White, se convirtió en la Leyenda Disney viva de mayor edad.
Johns murió en un asilo en Los Ángeles, el 4 de enero de 2024, a la edad de 100 años. Le sobreviven un nieto y tres bisnietos. Su nieto, Thomas Forwood, es un escritor y director de cine francés.

## Filmografía
| - Murder in the Family (1938) - South Riding (1938) - Prison Without Bars (1938) - On the Night of the Fire (1939) - Under Your Hat (1940) - The Briggs Family (1940) - The Thief of Bagdad (1940) (no acreditada) - The Prime Minister (1941) (no acreditada) - 49th Parallel (1941) - The Adventures of Tartu (1943) - The Halfway House (1944) - Perfect Strangers (1945) - This Man Is Mine (1946) - Frieda (1947) - An Ideal Husband (1947) - Third Time Lucky (1948) - Miranda (1948) - Dear Mr. Prohack (1949) - The Blue Lamp (1950) - State Secret (The Great Manhunt en EE. UU.) (1950) - con Douglas Fairbanks Jr. y Jack Hawkins - Flesh & Blood (1951) - No Highway (No Highway in the Sky en Estados Unidos) (1951) - The Magic Box (1951) - Appointment with Venus (1951) - Encore (1951) - The Card (1952) - La espada y la rosa (1953) - Rob Roy, the Highland Rogue (1953) - Personal Affair (1953) - The Weak and the Wicked (1954) - The Seekers (1954) - The Beachcomber (1954) - Mad About Men (1954) - Josephine and Men (1955) | - The Court Jester (1956) - Loser Takes All (1956) - La vuelta al mundo en ochenta días (1956) - All Mine to Give (1957) - Brumas de inquietud (1958) - Last of the Few (1959) - Shake Hands with the Devil (1959) - The Spider's Web (1960) - Tres vidas errantes (1960) - protagonizada por Deborah Kerr, Robert Mitchum y Peter Ustinov. Johns fue candidata a los Premios Óscar en la categoría de mejor actriz de reparto - Adventures in Paradise TV Esther Holmes (1 episodio, 1961) - The Cabinet of Caligari (1962) - Confidencias de mujer (1962) - Papa's Delicate Condition (1963) - Mary Poppins (1964) - Twelve O'Clock High (1964) (TV) – Jennifer Heath - Dear Brigitte (1965) - Batman (TV) (1967) - Don't Just Stand There! (1968) - Lock Up Your Daughters! (1969) - Under Milk Wood (1972) - The Vault of Horror (1973) - El príncipe feliz y otros cuentos (1974) (voz) - Mrs. Amworth (1975, cortometraje) - Three Dangerous Ladies (1977) - Little Gloria... Happy at Last (1982) (TV) - Cheers (1983) (TV) - Murder, She Wrote (1985) (TV) - Murder in the Family (1985) (miniserie) - Scooby-Doo y la Escuela de Fantasmas (1988) (TV) (voz) - Zelly and Me (1988) - Nukie (1988) - Coming of Age (1988) - The Ref (1994) - Mientras dormías (1995) - Superstar (1999) |

## Teatro
| - 1936 St Helena, Old Vic - 1937 Judgement Day, Embassy and Strand - 1938 Quiet Wedding, Wyndham’s - 1941 Quiet Weekend, Wyndham’s - 1943 Peter Pan (Peter), Cambridge Theatre - 1950 Fools Rush In, Fortune - 1950 The Way Things Go, Phœnix - 1952 Gertie (papel principal), Broadway - 1956 Major Barbara (papel principal), Broadway - 1963 Too True to Be Good, Broadway - 1966 The King’s Mare, Garrick | - 1969-70 A Talent to Amuse, Phoenix Theatre - 1969-70 Come As You Are, New Theatre - 1971-72 Marquise, The Hippodrome, Bristol - 1973 A Little Night Music (Premio Tony para mejor actriz), Broadway - 1975 Ring Round the Moon, Los Angeles - 1976 13 Rue de l’Amour, Phœnix - 1978 Cause Celebre (Premio Variety Club para mejor actriz), Her Majesty's Theatre - 1980-81 Hay Fever, Yvonne Arnaud Theatre, Guildford - 1980-90 The Boy Friend, Toronto - 1989-90 The Circle, Broadway - 1998 A Coffin in Egypt, Bay Street Theatre |

## Premios y distinciones
Premios Óscar
| Año  | Categoría               | Trabajo nominado    | Resultado |
| ---- | ----------------------- | ------------------- | --------- |
| 1961 | Mejor actriz de reparto | Tres vidas errantes | Nominada  |